# Филип де Гол
Филип де Гол, пуним именом Филип Анри Ксавије Антоан де Гол (Париз, 28. децембар 1921 — Париз, 13. март 2024) био је француски адмирал, политичар, и писац. Најстарије је дете, и једини син Шарла де Гола и његове супруге Ивон.
Са 20 година је приступио Слободним француским снагама током Другог светског рата, а касније је учествовао и у Првом индокинеском рату, Постао је сенатор 28. септембра 1986, и у њему је представљао Париз до 30. септембра 2004. године.